# Холмовой
Холмовой — ручей на полуострове Камчатка в России. Длина составляет 25 км. Протекает по территории Усть-Камчатского района.
Начинается на северном склоне вулкана Шивелуч между истоками Косыгинской и Ледникового Первого. Течёт по дуге, сначала на северо-запад, затем на запад по местности, поросшей берёзово-лиственничным лесом. Впадает в реку Косыгинская справа на расстоянии 10 км от её устья.
Имеет один крупный приток, впадающий слева и не имеющий названия.
По данным государственного водного реестра России относится к Анадыро-Колымскому бассейновому округу.
- Код водного объекта — 19070000112220000016794[2].